# Relaciones Túnez-Venezuela
Las relaciones Túnez-Venezuela se refieren a las relaciones internacionales que existen entre Túnez y Venezuela. Ambos países establecieron relaciones diplomáticas en 1965.

## Historia
En 1956 Venezuela votó a favor de la admisión de Túnez como Estado miembro de la Organización de Naciones Unidas. El 9 de julio de 1958 Túnez expresó su interés en establecer relaciones comerciales con Venezuela a través de la embajada venezolana en Washington D. C.
Túnez y Venezuela establecieron relaciones diplomáticas en 1965. En julio de 1968, el ministro de Asuntos Extranjeros de Túnez, Habib Bourguiba, realizó una visita oficial a Venezuela.
El 8 de octubre de 2021 el ministro para Hábitat y Vivienda de Venezuela, Ildemaro Villarroel, se reunió con su homólogo tunecino, Kamel Doukh, durante la Feria Internacional de la Construcción 2021. Después de su participación como observador electoral en las elecciones regionales de Venezuela de 2021, el presidente de la Instancia Superior Independiente para las Elecciones de Túnez, Nabil Baffoun, y el presidente del Consejo Nacional Electoral de Venezuela, Pedro Calzadilla, suscribieron un memorándum de entendimiento sobre el ámbito electoral.

## Cultura
En 2019, el artista tunecino Raouf Karray participó en la III Bienal del Sur “Pueblos en resistencia”, donde el 30 de octubre realizó un conversatorio en la Galería de Arte Nacional de Caracas sobre su trayectoria. Al día siguiente, el 31 de octubre, Karray participó en un conversatorio en el Espacio X del Instituto de las Artes de la Imagen y el Espacio (Iartes), en Bellas Artes, Caracas, donde compartió sus obras.
Entre el 3 y 7 de febrero de 2020, la directora sectorial de proyectos del Sistema Nacional de Orquestas y Coros Juveniles e Infantiles de Venezuela (El Sistema), Lorena Lugo, visitó Túnez por la invitación del Teatro de la Ópera de Túnez. Durante su visita se reunió con representantes de diferentes actores gubernamentales, asociaciones y fundaciones del país. El 5 de febrero, el violinista venezolano Alexis Cárdenas realizó una presentación en el Teatro de la Ópera de música latinoamericana, en cuya segunda parte interpretó  la pieza venezolana “Fuga con pajarillo" con la Orquesta Sinfónica de Túnez.
El 19 de febrero del mismo año el Instituto Superior de Lenguas de Túnez realizó la proyección de la película venezolana "Bolívar, el hombre de las dificultades", en cuya presentación participó la primera secretaria de la embajada de Venezuela. El 11 de febrero de 2021 se inauguró por segundo año consecutivo el Ciclo de Cine Venezolano en Túnez en coordinación entre la embajada de Venezuela y la Cinemateca Tunecina, proyectando cinco películas que incluían La casa del fin de los tiempos y El Pez que Fuma.

## Misiones diplomáticas
- Venezuela cuenta con una embajada en Túnez.[12]